# ⁠Nichifor Grigoriev
Nichifor Grigoriev (în ucraineană Никифор Григорєв, transliterat: Nîkîfor Hrîhorev; nume real Servetnîk; n. 9/21 februarie 1884, Dunaiivți, Gubernia Podolia, Imperiul Rus – d. 27 iulie 1919, Sentovo, Q12136598⁠(d), RSS Ucraineană, URSS) a fost un lider militar ucrainean ce s-a remarcat prin schimbarea părților în timpul Războiului de Independență al Ucrainei și al războiului sovieto-ucrainean. Acesta este considerat unul dintre cei mai influenți rebeli ai fenomenului Otamanshchyna. 

## Biografie
Nichifor Grigoriev s-a născut în 1884 în satul Zastavlia, în provincia sau gubernia Podolia din Imperiul Rus. A studiat la o școală de felceri, însă și-a întrerupt studiile pentru a se oferi ca voluntar în Armata Imperială Rusă și a luptat în războiul ruso-japonez. După terminarea războiului, a lucrat în Oleksandriia ca ofițer pentru accize. În timpul Primului Război Mondial, a avut inițial gradul de praporgic în Regimentul 56 de Infanterie Zhytomyr, ajungând în cele din urmă la gradul de căpitan de stat major, primind Ordinul Sf. Gheorghe. În această perioadă și-a schimbat numele de familie, luând pseudonimul Grigoriev.

### Revoluția
După Revoluția din februarie și răsturnarea țarului, Grigoriev a fost o perioadă activ în comitetele militare. Apoi a dezertat din armată și s-a întors la Oleksandriia.  La sfârșitul anului 1917, a creat un regiment de voluntari al Armatei Populare Ucrainene, pentru care a primit gradul de locotenent colonel de la Symon Petliura . De asemenea, Petliura l-a instruit să creeze mai multe unități în Yelysavethrad. Grigoriev l-a susținut inițial pe Pavlo Skoropadskyi pentru preluarea puterii și înființarea statului ucrainean, sub protecția Puterilor Centrale.  Dar mai târziu a fondat un detașament țărănesc pentru a lupta împotriva noului regim și a restabilit contactul cu Petliura. 
În noiembrie 1918, în timp ce armatele imperiale germane și austriece se retrăgeau din Ucraina, în bazinul Niprului a izbucnit o revoltă anti-Skoropadsky. Directoratul condus de Volodymyr Vynnychenko și Semen Petliura a venit la putere. Trupele sub comanda lui Grigoriev au capturat Verbluzhka și Oleksandriia, după care s-a declarat otamanul forțelor insurgente din „țara Herson, Zaporizhzhia și Taurida”, deși de fapt controla doar Herson. Forța de 6.000 de oameni a lui Grigoriev s-a alăturat Armatei Populare Ucrainene ca o divizie separată sub comanda otamanului Oleksandr Hrekov, dar comanda sa asupra acestor unități a fost limitată. 

### Armata Roșie
După invazia sovietică a Ucrainei din 1919, Directoratul a pierdut controlul asupra unei mari părți din Ucraina, iar Grigoriev a decis să se alăture părții învingătoare, a bolșevicilor.  Acest lucru s-a întâmplat deoarece Petliura nu i-a permis să atace forțele de intervenție aliate care debarcau la Odesa.  La 2 februarie 1919, la mai bine de o lună de la proclamarea Republicii Socialiste Sovietice Ucrainene la Harkiv și cu trei zile înainte de capturarea Kievului de către Armata Roșie, Grigoriev a fost de acord să recunoască suzeranitatea guvernului RSS Ucrainei sub conducerea Armatei Roșii din Ucraina. De asemenea, a fost de acord să-și transforme trupele în unități comune.  Unitățile comandate de el au luat numele Brigăzii 1 Transnipru și în scurt timp au reușit să forțeze trupele Directoraului să se retragă din Kryvyi Rih, Znamianka și Yelizavethrad.  Trecerea lui Grigoriev de partea Armatei Roșii a forțat Armata Populară Ucraineană să se retragă în Podolia și Volinia. 
În perioada 2-10 martie 1919, Grigoriev a dus o bătălie acerbă, în cele din urmă victorioasă, pentru Herson împotriva intervenționștilor aliați.  Apoi, pe 15 martie, acționând împotriva ordinelor comandantului frontului ucrainean, Vladimir Antonov-Ovseyenko, a capturat Mykolaiv, care era de fapt controlat de bolșevicii locali.  La 6 aprilie 1919, brigada lui Grigoriev a capturat Odesa, care fusese abandonată cu o zi înainte, de trupele franceze de intervenție.  La fața locului, Grigoriev a permis trupelor sale să comită jafuri și să transporte bunurile furate în locurile native. 

### Revolta anti-bolșevică
Succesele obținute de Gregoriev au făcut ca, după capturarea Odesei, să fie numit comandant al nou-înființatei Divizii Sovietice Ucrainene și a fost propus pentru acordarea Ordinului Steagul Roșu . În același timp, atitudinea sa și conduita trupelor sale au stârnit critici în rândul comandanților bolșevici locali, mai ales când Grigoriev nu a susținut trupele lui Mykola Khudyakov în marșul lor spre Tiraspol.  Vladimir Antonov-Ovseenko, temându-se atât pentru loialitatea lui Hryhoriv, cât și pentru cea a anarhiștilor lui Nestor Makhno, a decis să-i încredințeze sarcina de a lupta împotriva forțelor române din Basarabia.  În timpul unei întâlniri cu Antonov-Ovseenko, Grigoriev a atacat politica autorităților bolșevice din Ucraina, în special rechizițiile de alimente, dar în cele din urmă s-a angajat să-și conducă trupele spre Basarabia. 
Cu toate acestea, Grigoriev și-a trimis efectiv trupele într-o „odihnă ” de trei săptămâni, permițând soldaților să se întoarcă la locurile lor de origine. Brigada s-a împrăștiat prin Kherson, luând arme, echipamente și provizii, iar în următoarele trei săptămâni soldații săi au prădat zona. De asemenea, au comis pogromuri antisemite și au ucis activiști ai comitetelor locale de partid. Trupele lui Grigoriev au încetat apoi să mai recunoască conducerea bolșevică. Au început să împartă pliante, prin care chemau țăranii să lupte împotriva bolșevicilor în rândurile „partizanilor lui otaman Grigoriev”. În Yelizavethrad, trupele lui Grigoriev au distrus sediul partidului și au dezarmat un batalion roșu. La 8 mai 1919, Grigoriev a emis un Universal, în care a cerut „poporului ucrainean să preia puterea în propriile mâini” și a proclamat „ dictatura poporului muncitor, puterea consiliilor populare din Ucraina”. El a cerut organizarea de consilii de sate, districte și gubernii, cu 80% din locuri rezervate ucrainenilor, 5% pentru evrei și 15% pentru alte minorități etnice în fiecare, admițând reprezentanți ai tuturor partidelor și persoane fără partid care susțin conceptul de putere a consiliului.  A câștigat un anumit sprijin din partea țăranilor, care s-au întors împotriva bolșevicilor, refuzând să accepte rechizițiile forțate de alimente și represiunile din partea Ceka. 
La începutul lunii mai, forțele armate ale lui Grigoriev au ocupat zona dintre Mykolaiv, Katerynoslav, Kremenciuk și Cerkasy.  În același timp, Katerynoslav a fost predat otamanului de către Regimentul Mării Negre al marinarului Orlov, luptând până atunci de partea roșilor. Lui Grigoriev i s-au alăturat și marinari din Mykolaiv și Ochakiv și a găsit sprijin în Podolia.  La apogeu, el a comandat circa 15-23.000 de oameni.  La 10 mai, consiliul de apărare al RSS Ucrainene l-a declarat pe Grigoriev în urmărire ca fiind haiduc.  La 15 mai 1919, trupele roșii sub comanda lui Oleksandr Parkhomenko, l-au capturat pe Katerynoslav, dar apoi au fost alungați rapid din această localitate.  Cu toate acestea, după primele ciocniri cu Armata Roșie, trupele lui Grigoriev au început să se predea sau să revină la comanda roșiilor.  Principala grupare a forțelor lui Grigoriev a fost învinsă în bătălia de la Kamianka. Până la sfârșitul lui mai 1919, rebeliunea lui Grigoriev a fost înăbușită de Armata Roșie, zona pe care a ocupat-o era din nou sub controlul bolșevicilor, iar forțele conduse de el s-au redus la 3.000.  Cu toate acestea, revolta sa a dus la prăbușirea Frontului ucrainean al Armatei Roșii, a contribuit la înfrângerea roșiilor de către Forțele Armate ale Rusiei de Sud în bătălia pentru Donbas și a împiedicat Armata Roșie să mărșăluiască în continuare spre Basarabia în sprijinul Republicii Sovietice Ungare. 
Susținătorii lui Hryhoriv au reușit să dețină Beryslav, Kahovka și Nikopol pentru o vreme, atacând transporturile militare care mergeau în Crimeea și făcând raiduri spre Oleksandriia. În iunie 1919, Nestor Makhno s-a întâlnit cu Grigoriev, propunându-i o luptă comună atât împotriva armatei roșii, cât și a celor albe. Ambii comandanți au decis să își unească forțele, dar acordul lor s-a prăbușit rapid.  Grigoriev s-a gândit să treacă de partea albilor și să se subordoneze lui Anton Denikin , ceea ce mahnoviștii o considerau o trădare. Grigoriev a fost împușcat, iar trupele sale s-au alăturat forțelor lui Makhno.